# 鬬廉
鬬廉（？—？），芈姓，鬬氏，名廉，任楚国射師（主管射箭的官職），又称鬬射師，楚若敖之子，霄敖和鬬伯比的弟弟。

## 生平
楚武王四十年（前701年）春季，郧国在蒲骚准备和随国、绞国、州国、蓼国四国联合攻打楚国。鬬廉进谏楚国莫敖屈瑕，主张以精锐夜袭郧国军队。屈瑕想求援于楚王，鬬廉以牧野之战激励屈瑕。屈瑕想占卜与郧国作战的战果，鬬廉反对，认为占卜是用来解决疑惑，没有疑惑不用占卜。屈瑕以鬬廉之计，在蒲骚之战大胜郧国。
楚成王八年（前664年），令尹子元出征鄭國回來後，就強行和楚文王夫人息媯（楚成王之母）同住，鬬廉闖入王宮指責子元的犯上行為而被子元抓了起來帶上手銬。同年秋天，申公鬬班發動政變殺死了子元，由鬬伯比之子鬬㝅於菟（子文）獲得了令尹之位。